# 市川しのぶ
市川 しのぶ（いちかわ しのぶ、1943年<昭和18年> - ）は、日本の小説家。

## 人物
1943年（昭和18年）愛知県名古屋市において生まれる。1962年（昭和37年）に名古屋市立の高校を卒業。高校在学中には芸能研究部に在籍し、演劇用の脚本を執筆するなど活躍した。高校卒業後も月刊誌に少女小説やメルヘン童話を投稿し、文芸活動を引き続き行った。1967年（昭和42年）の結婚後には一時筆を置くが、育児が一段落つくと活動を再開。1984年（昭和59年）『五つの花の物語』を上梓。同年に岐阜市文芸祭児童文学の部市教育賞、翌年岐阜市文芸祭短篇小説の部市教育賞をそれぞれ受賞した。また、1997年（平成9年）には「白薔薇のエチュード」で名古屋タイムズ社文芸大賞を受賞。「花」をテーマとした作品を得意とする。
日本文芸家クラブ中部支部会員。中部ペンクラブ会員。「弦」同人。

## 著作
- 『五つの花の物語』[1][2]

### 共著
- 『日本全国文学大系<1>』[2]
- 『主婦の創作選集』[1]